# Porzellanmanufaktur Nymphenburg
Die Porzellanmanufaktur Nymphenburg (heutige Eigenschreibweise: Porzellan Manufaktur Nymphenburg) wurde 1747 gegründet und stellt künstlerisch hochwertiges Porzellan her.

## Geschichte

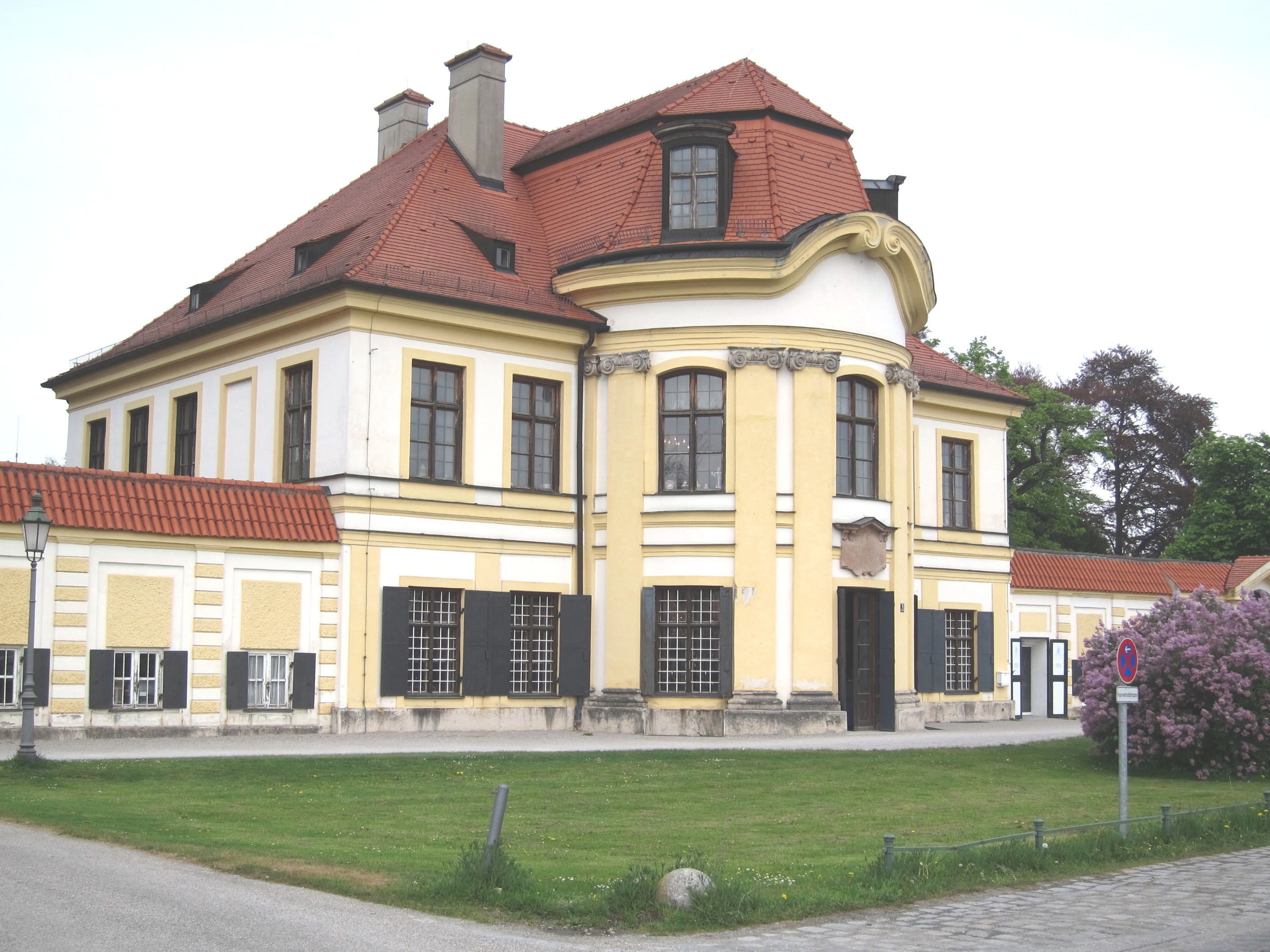
Nördliches Schlossrondell, Hauptgebäude der Porzellanmanufaktur Nymphenburg seit 1761

Kurfürst Maximilian III. Joseph förderte nach seinem Regierungsantritt 1745 die Gründung von Manufakturen, um damit die Staatsfinanzen zu sanieren. Ab 1747, im Jahr der Eheschließung mit Maria Anna von Sachsen, versuchte man sich in der Porzellanherstellung und bekam Ende des Jahres das Schloss Neudeck in der Münchner Au zur Verfügung gestellt. Mit der Unterstützung des Kurfürsten gelang es schließlich dem Münchner Hafnermeister Johann Niedermayer, eine Porzellanfigur herzustellen. Am 3. November 1754 wurde Franz Anton Bustelli als Figurist eingestellt, etwa zu der Zeit, als man endlich die Porzellanherstellung beherrschte. 1755 erhielt die Manufaktur ihren ersten Hofauftrag und 1756 gelang es erstmals, das Porzellan farbig zu bemalen.

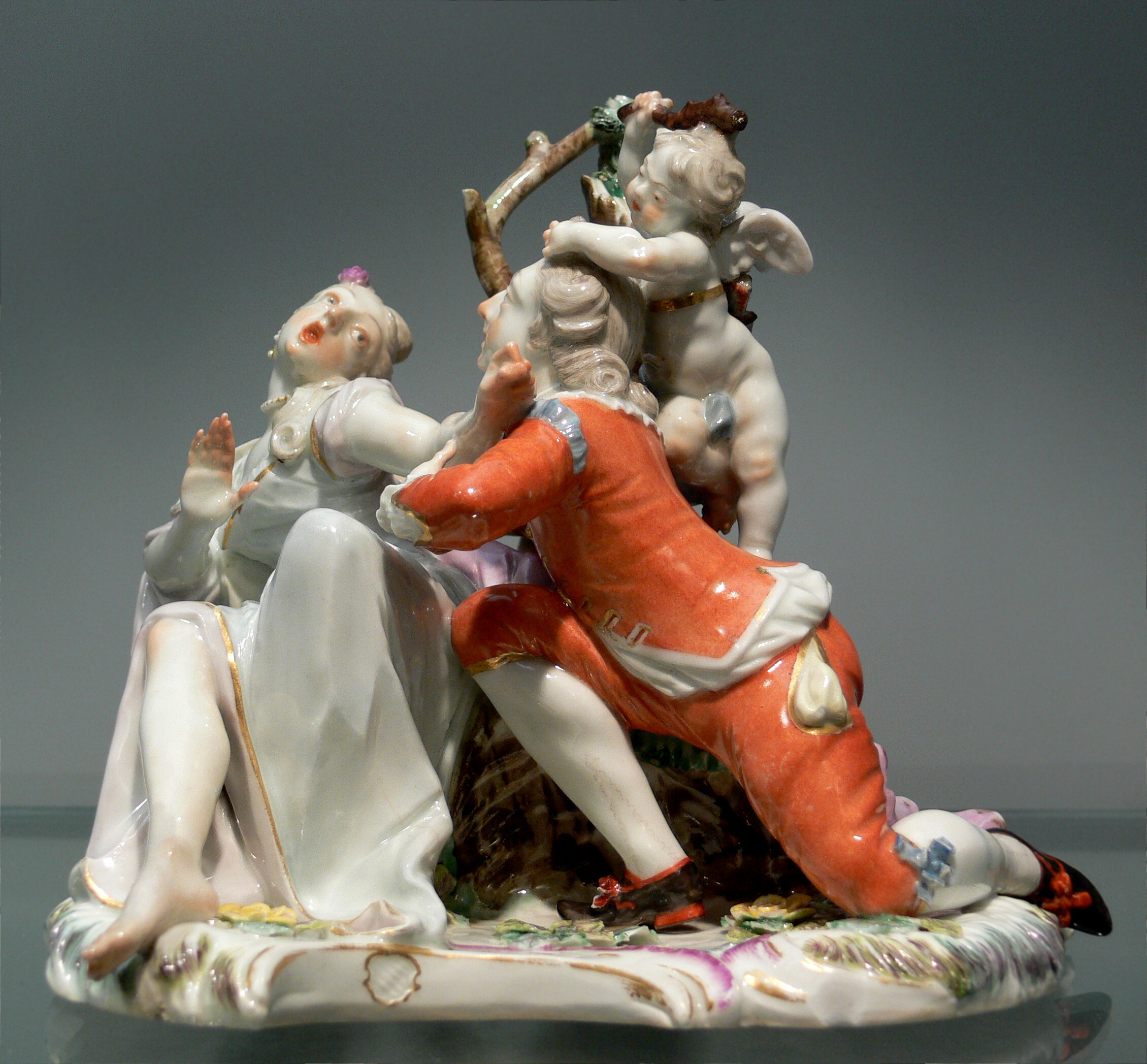
Liebesgruppe „Der stürmische Galan“ von Franz Anton Bustelli, um 1756

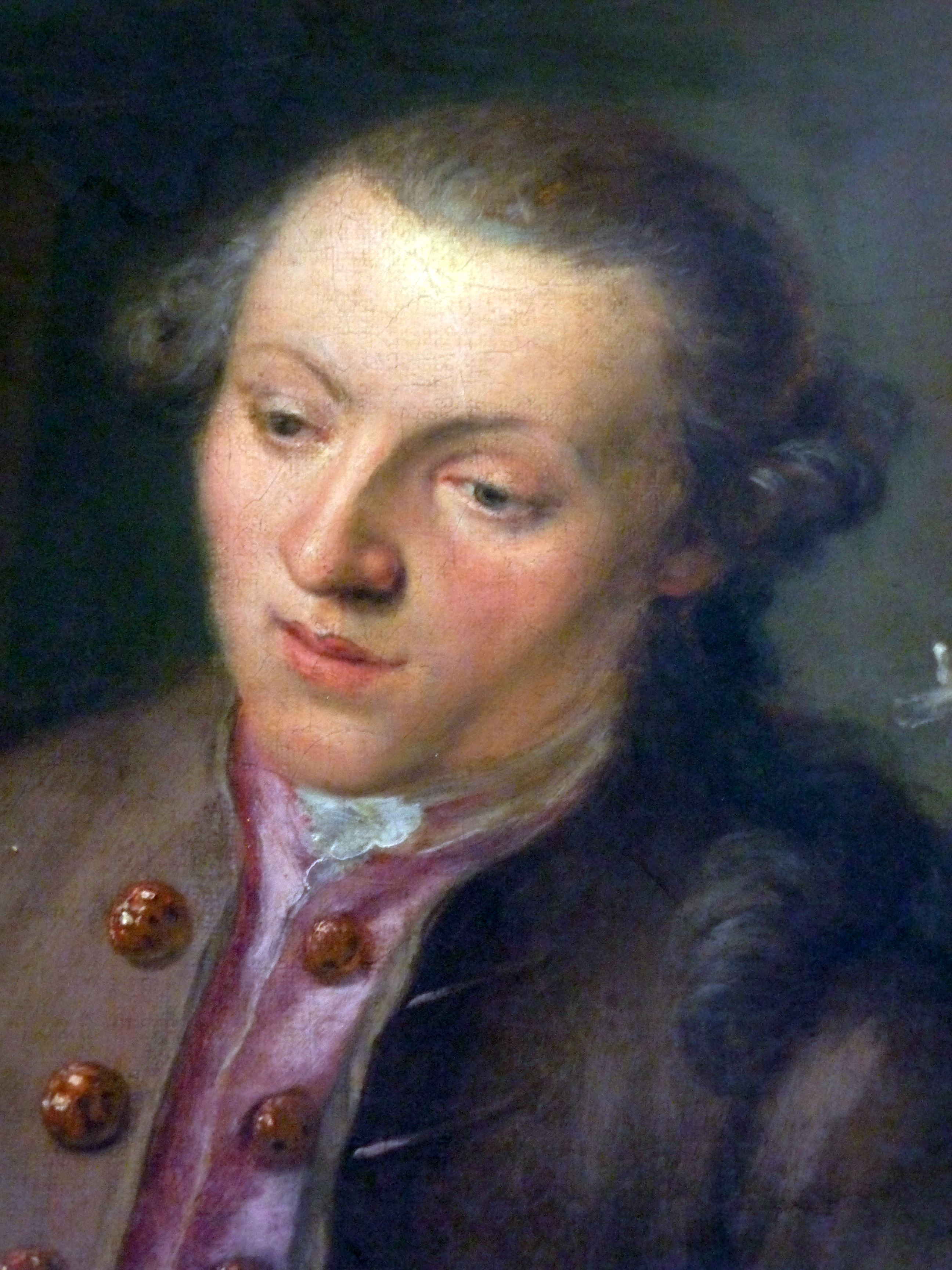
Der Bildhauer Dominikus Auliczek wurde 1763 Nachfolger von Franz Anton Bustelli

Mit dem Juristen und Unternehmer Sigmund Graf von Haimhausen wurde die Porzellanmanufaktur Nymphenburg ab 1758 unternehmerisch ausgerichtet und im Jahr 1761 in die von Joseph Effner gestalteten Gebäude am Nördlichen Schlossrondell vor dem Schloss Nymphenburg verlegt, in denen sich die Manufaktur auch heute noch befindet. Der durch das Gelände der Manufaktur verlaufende Nymphenburg-Biedersteiner Kanal treibt seitdem und bis heute die mechanischen Geräte in den rückwärtigen Gebäuden, die meist aus späterer Zeit stammen, an.
Auf Bustelli folgten weitere große Porzellankünstler wie Dominik Auliczek der Ältere und Johann Peter Melchior. Als Grundlage für weitere Forschungen sind inzwischen über 600 Porzellankünstler und -arbeiter aus allen Perioden bis nach 1945 namentlich erfasst. 1765 arbeiteten 187 Personen in Nymphenburg: Die Produktion erreichte ihren höchsten Stand. Ein großer Förderer der Manufaktur war Ludwig I., der viele Aufträge vergab. Besonders beliebt waren Tafelservice mit Kopien berühmter Gemälde oder mit bayerischen Landschaften im antikisierenden Stil. 1810 wurde Anton Auer beauftragt, Gemälde der königlichen Bildergalerie auf ein Service zu übertragen. Seine Nachfolge als Obermaler trat 1815 Christian Matthias Adler an; auch Auers Sohn Maximilian Joseph Auer war als Porzellanmaler tätig. 1822 wurde Friedrich von Gärtner als künstlerischer Leiter der Manufaktur berufen.

### Niedergang
Mitte des 19. Jahrhunderts verschlechterte sich die wirtschaftliche Lage der Manufaktur zusehends, so dass 1856 die künstlerische Produktion ganz eingestellt wurde und man beschloss, die Manufaktur zu privatisieren. Am 22. Februar 1862 wurde die Nymphenburger Porzellanmanufaktur an Ferdinand Scotzniovsky (1837–1892) und Karl Arendts verpachtet, nachdem sie vorher viele Jahre mit Verlust gearbeitet hatte.
Der Schwerpunkt verlagerte sich auf Produkte für den technischen, medizinischen und sanitären Bereich. Die Warenpalette für feines Geschirr blieb erhalten, um Nachbestellungen ausführen zu können. Ein neuer Absatzmarkt wurde mit der Belieferung der unter Ludwig I. wieder eingesetzten Klöster mit robustem Hotelporzellan erschlossen. Auch Krankenhäuser, Gasthöfe, Hotels und Militäreinheiten bestellten diese Waren. Seit Ende der 1870er Jahre stieg die Nachfrage nach Bierkrugdeckeln und Pfeifenköpfen. Eine heute fast vergessene Mode war das Anbringen von Porzellanmedaillons auf Grabsteinen im 19. Jahrhundert. Die Manufaktur belieferte mit ihrem reichen Sortiment den ganzen deutschen Sprachraum. Ab Oktober 1887 führte Scotzniovsky die Manufaktur alleine weiter.

### Zweite Blütezeit

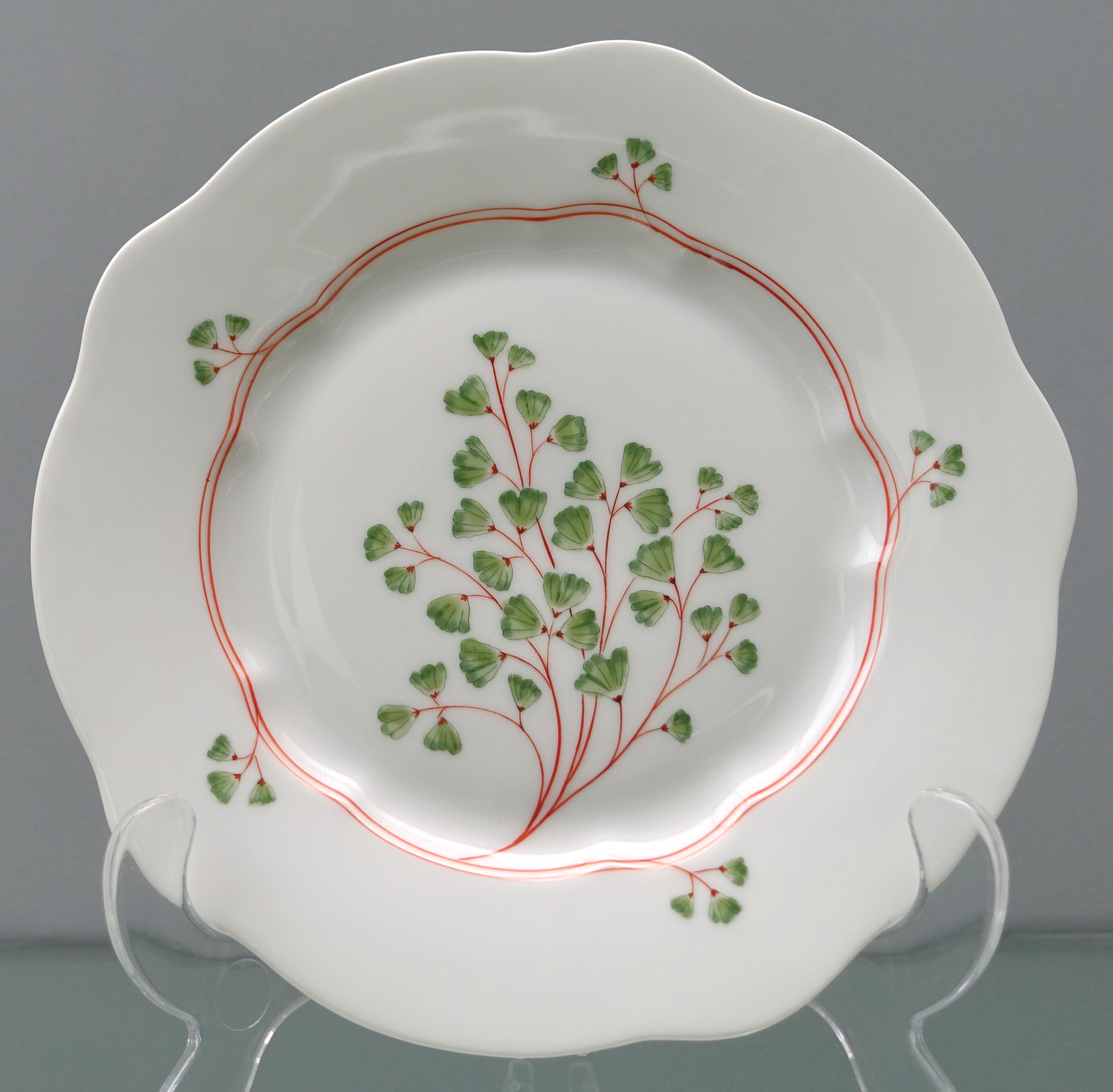
Teller mit Dessein: Adiantum capillus-veneris, Max Rossbach & Hermann Gradl d. Ä., 1900–1902, Bröhan-Museum, Berlin

1888 pachtete Albert Bäuml, ein aus Theusing bei Karlsbad stammender Kaufmann, die Manufaktur mit dem Vorhaben, die Porzellankunst des 18. Jahrhunderts wieder aufleben zu lassen. Zu diesem Zweck mussten spezialisierte Fachleute eingestellt werden. So musste die richtige Zusammensetzung einer zarten makellosen Rohmasse genauso gefunden werden wie eine exklusive Farbpalette. Bäuml war es auch, der Bustelli „wiederentdeckte“. Die Suche nach und der Ankauf von altem Porzellan aus der Nymphenburger Produktion war Voraussetzung für die Rekonstruktion der einzelnen Modelle. Manche Figuren konnten erst nach Jahrzehnten aufgekauft werden: Die Vier Jahreszeiten von Dominik Auliczek im Jahre 1909, der Gestörte Schläfer von Franz Anton Bustelli erst 1911.
Es ist ein Verdienst Albert Bäumls, dass er dem zu übermäßigem Pomp neigenden Publikumsgeschmack des ausgehenden 19. Jahrhunderts die schlichte Noblesse des 18. Jahrhunderts entgegensetzte.

### Jugendstil und Art déco

Serval, ca. 1910. Hallwylsches Museum, Stockholm.

Um nicht ausschließlich nach alten Vorlagen zu produzieren, wurden hervorragende zeitgenössische Künstler angeworben. An der Wende zum 20. Jahrhundert war dieses Ziel erreicht und neben historischen Kopien wurden nun elegante Jugendstilgeschirre entwickelt. 1906 wurde der Bildhauer Joseph Wackerle künstlerischer Leiter der Manufaktur.
In Zusammenarbeit mit Architekten und Dekorationskünstlern wurden in der Manufaktur Objekte zum Fassadenschmuck und zur Innenausstattung von Bauten gestaltet. Die meisten hat der Zweite Weltkrieg zerstört, am ehemaligen Palais Arco-Zinneberg am Wittelsbacher Platz, finden sich noch farbige Majolika-Reliefs nach einem Entwurf von Joseph Wackerle aus dem Jahre 1909. Frostharte Produkte aus Majolika für den Außenbereich, wie z. B. für die Pergola des Münchner Ausstellungsparks, den Schmuckhof des Botanischen Gartens in München oder den Haupteingang des Münchner Tierparks knüpften an die Gartenskulpturen des 18. Jahrhunderts an und erweiterten das Sortiment.
Theodor Kärner schuf ebenso wie Willy Zügel bedeutende Tierplastiken. Wolfgang von Wersin entwarf in den Jahren ab 1932 die Tafelserviceformen Adonis, Helios und Lotos.
Nach dem Tode Albert Bäumls im Jahre 1929 übernahmen dessen drei Söhne Fritz Bäuml (1887–1969), Alfred Bäuml (1892–1971) und Kurt Bäuml (1899–1979) die Leitung der Manufaktur. Nach dem Tode seiner beiden Brüder führte Kurt Bäuml das Unternehmen allein weiter.

### Zeit des Nationalsozialismus
Paul Ludwig Troost war bis zu seinem Tod 1934 der bevorzugte Architekt Adolf Hitlers. Von erheblicher wirtschaftlicher Bedeutung für die Manufaktur waren seine Aufträge, für die er bereits vorhandene Modelle auswählte und den Dekor dafür entwarf. So wurde die erste Klasse von Ozeandampfern des Norddeutschen Lloyd mit Porzellan aus Nymphenburg ausgestattet. 1929 hatte Troost die innerstädtischen Verkaufsräume der Nymphenburger Porzellanmanufaktur am Odeonsplatz umgebaut. Seine Ehefrau, die Innenarchitektin Gerdy Troost, führte nach seinem Tod dessen Atelier weiter. Sie war maßgeblich an der Raumausstattung von Adolf Hitlers Wohnsitzen beteiligt. 1934 bis 1937 gab sie in der Manufaktur umfangreiche Servicebestellungen für die verschiedenen Wohnsitze Hitlers, etwa für den Berghof in Obersalzberg, in Auftrag. Ebenfalls aus Nymphenburg stammte das Geschirr für den Speisewaggon im Führersonderzug, für die Neue Reichskanzlei und für den Führerbau in München. Auch andere NS-Größen wie Gauleiter Adolf Wagner bezogen Waren aus der Manufaktur, die so zum Hoflieferanten der politischen Elite des Dritten Reichs avancierte.

### Kriegszerstörung im Zweiten Weltkrieg
Nach Kriegsbeginn produzierte man im Auftrag der Gummiindustrie Köpfe für Tauchermützen, Handformen für Gummihandschuhe, Modelle zur Kondomherstellung usw. Bereits Ende 1941 wurden zu fast 80 Prozent diese als kriegswichtig eingestuften Gegenstände hergestellt. Als Kriegszulieferer war die Manufaktur ein Angriffsziel für Bombenangriffe. In der Nacht vom 9. auf den 10. März 1943 erfolgte die Hauptzerstörung, spätere Bombardements in den darauffolgenden Jahren verursachten weitere Schäden. Hierbei wurde auch ein Großteil des alten Aktenbestands vernichtet. Auch das Stadtgeschäft im Eckhaus Odeonsplatz/Briennerstraße wurde stark zerstört.

### Neubeginn 1945
Die kostbarsten Modelle, Formen und alte Porzellane waren in den Keller der Badenburg im Schlosspark Nymphenburg ausgelagert worden. Diese hatte zwar einen Bombentreffer erhalten, der Keller jedoch blieb unversehrt. Nach kurzer Zeit gelang es der Familie Bäuml, die Produktion unter schwierigen Bedingungen wieder aufzunehmen. Abnehmer waren anfangs hauptsächlich Mitglieder der amerikanischen Besatzungstruppen.

### Neuzeit

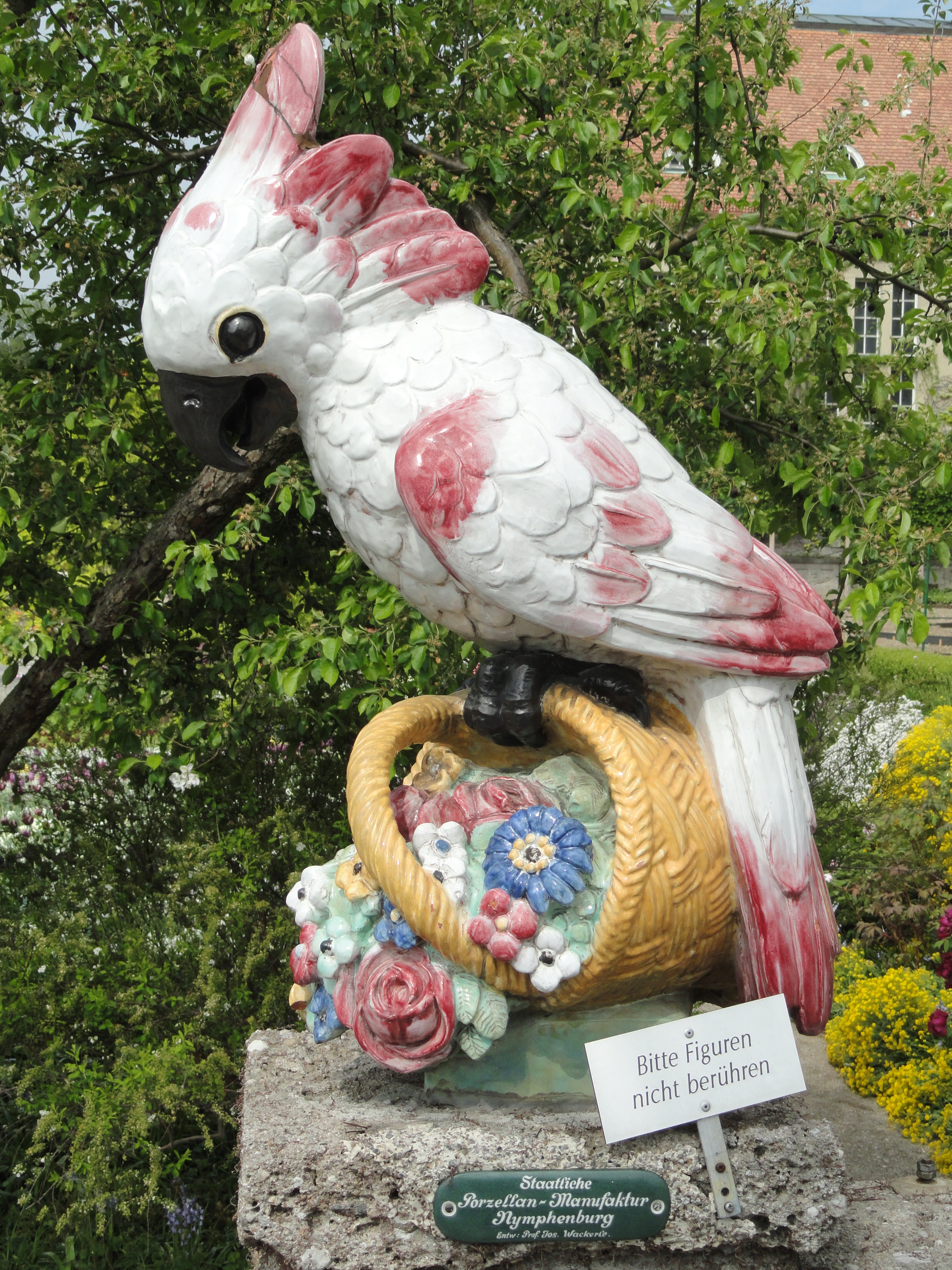
Porzellan-Kakadu im Botanischen Garten München-Nymphenburg

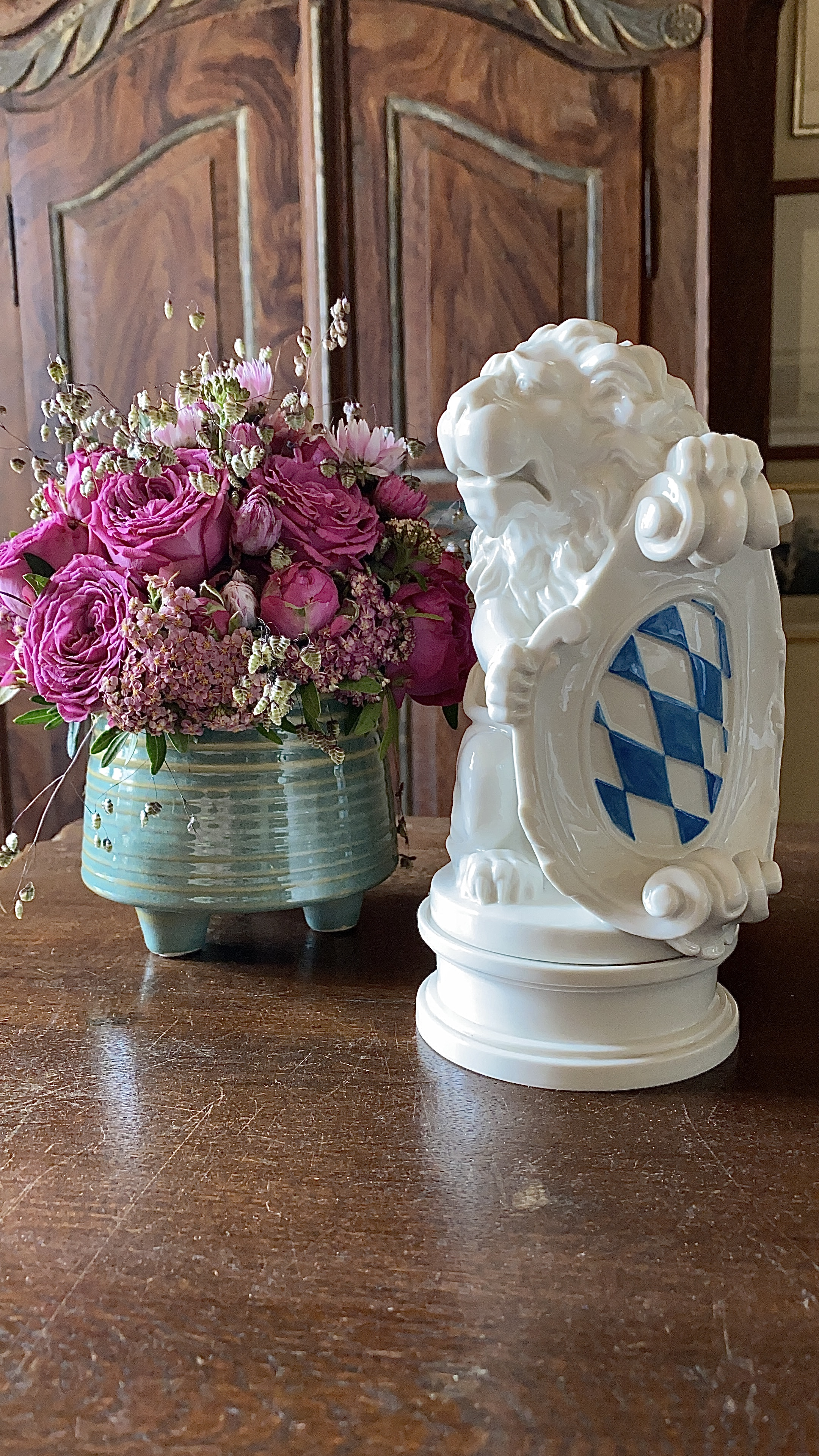
Bayerischer Löwe

Von 1975 bis 2011 war die Manufaktur vom Freistaat Bayern an den Wittelsbacher Ausgleichsfonds verpachtet, die historischen Gebäude am Nördlichen Schlossrondell wurden von der Bayerischen Schlösserverwaltung an die Manufaktur vermietet. 
Am 1. Oktober 2011 übernahm die Schloß Kaltenberg – Königliche Holding und Lizenz KG mit ihrem geschäftsführenden Gesellschafter Luitpold Prinz von Bayern das Unternehmen in Pacht. Seit April 2012 lautet der offizielle Firmenname Königliche Porzellan Manufaktur Nymphenburg GmbH & Co. KG.
Die Manufaktur hat heute etwa 60 Angestellte, die Fertigung erfolgt ausschließlich von Hand. In der Dreherei, Malerei, Brennerei und Vergoldung arbeiten zumeist künstlerisch vorgebildete Mitarbeiter, die in dreijähriger Ausbildung innerhalb der Manufaktur die traditionelle Handwerkstechnik erlernen. Die Manufaktur verfügt über fast alle historischen Archivmuster und fertigt auf Bestellung ganze Service oder auch fehlende Teile nach diesen Mustern an. Auf Wunsch werden alte Muster auch modernisiert. Der traditionelle Porzellanlöwe mit dem bayerischen Wappen ist ein beliebtes Geschenk von Unternehmen oder auch der bayerischen Landesregierung. Auch Porzellanhunde verschiedenster Rassen sind populär. 
Ferner werden moderne bis avantgardistische Service oder Dekorationsobjekte angefertigt, wobei die Muster nicht von einer eigenen Entwicklungsabteilung entworfen werden, sondern namhafte zeitgenössische Designer und Künstler mit den Entwürfen beauftragt werden. Im 21. Jahrhundert waren das bisher unter anderem Konstantin Grcic, Hella Jongerius, Kiki Smith, Joep van Lieshout, Olaf Nicolai und Carsten Höller. Die klassischen Figurinen der Commedia dell’arte mit ihren Barockkostümen wurden in Zusammenarbeit mit Modeschöpfern wie Christian Lacroix oder Vivienne Westwood als Fashionistas neu eingekleidet. Teilweise orderten auch Celebrities wie Kate Moss oder Damien Hirst Skulpturen von sich selbst oder von ihren Kunstwerken. Auch Elton John zählt zu den Kunden. 
Geplant ist ferner die tageweise Vermietung einer Luxussuite auf dem Werksgelände, die mit Dekorobjekten, Wandlampen, Tafelaufsätzen und Porzellanbildern eingerichtet ist, etwa für Hochzeitspaare oder kulturbewußte Urlauber.

## Museum
Im Obergeschoss des Marstallmuseums Nymphenburg kann das Museum Nymphenburger Porzellan – Sammlung Bäuml besichtigt werden.

Historisches Nymphenburger Porzellan (Auswahl)
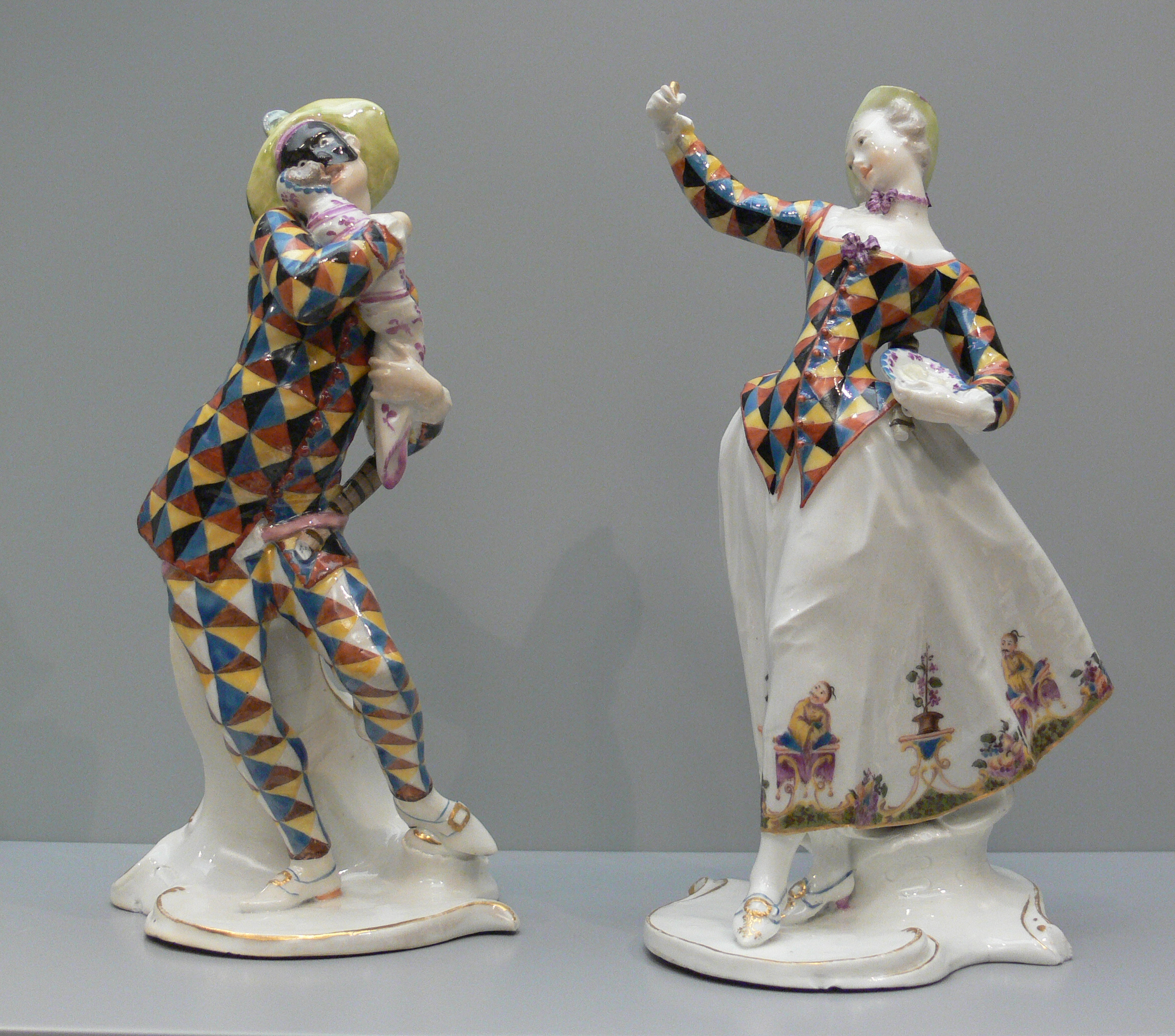
Commedia dell’arte-Figuren Mezzetino und Lalage, Franz Anton Bustelli, ca. 1760, Bayerisches Nationalmuseum, München
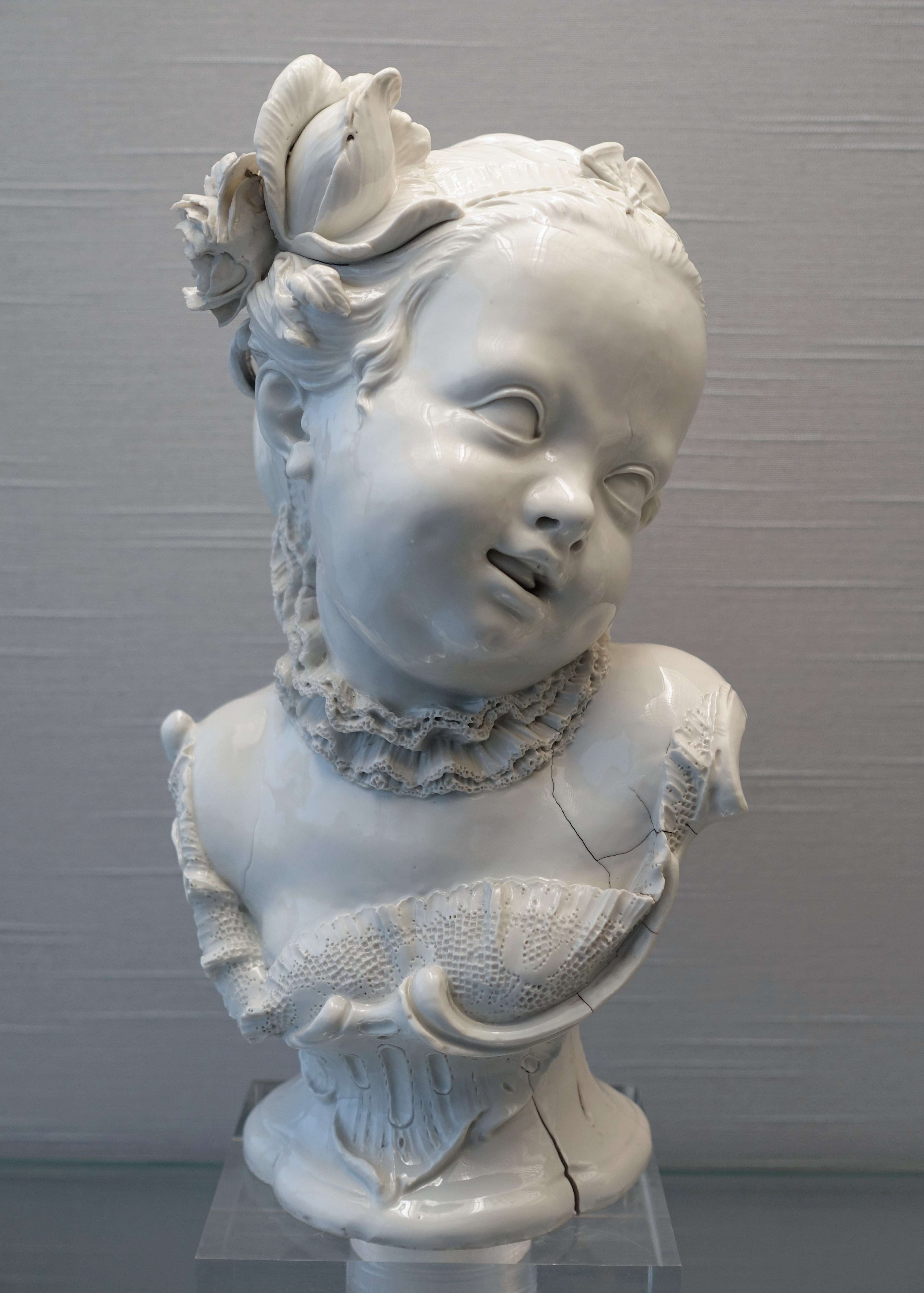
Büste eines kleinen Mädchens, Franz Anton Bustelli, ca. 1760, Germanisches Nationalmuseum, Nürnberg
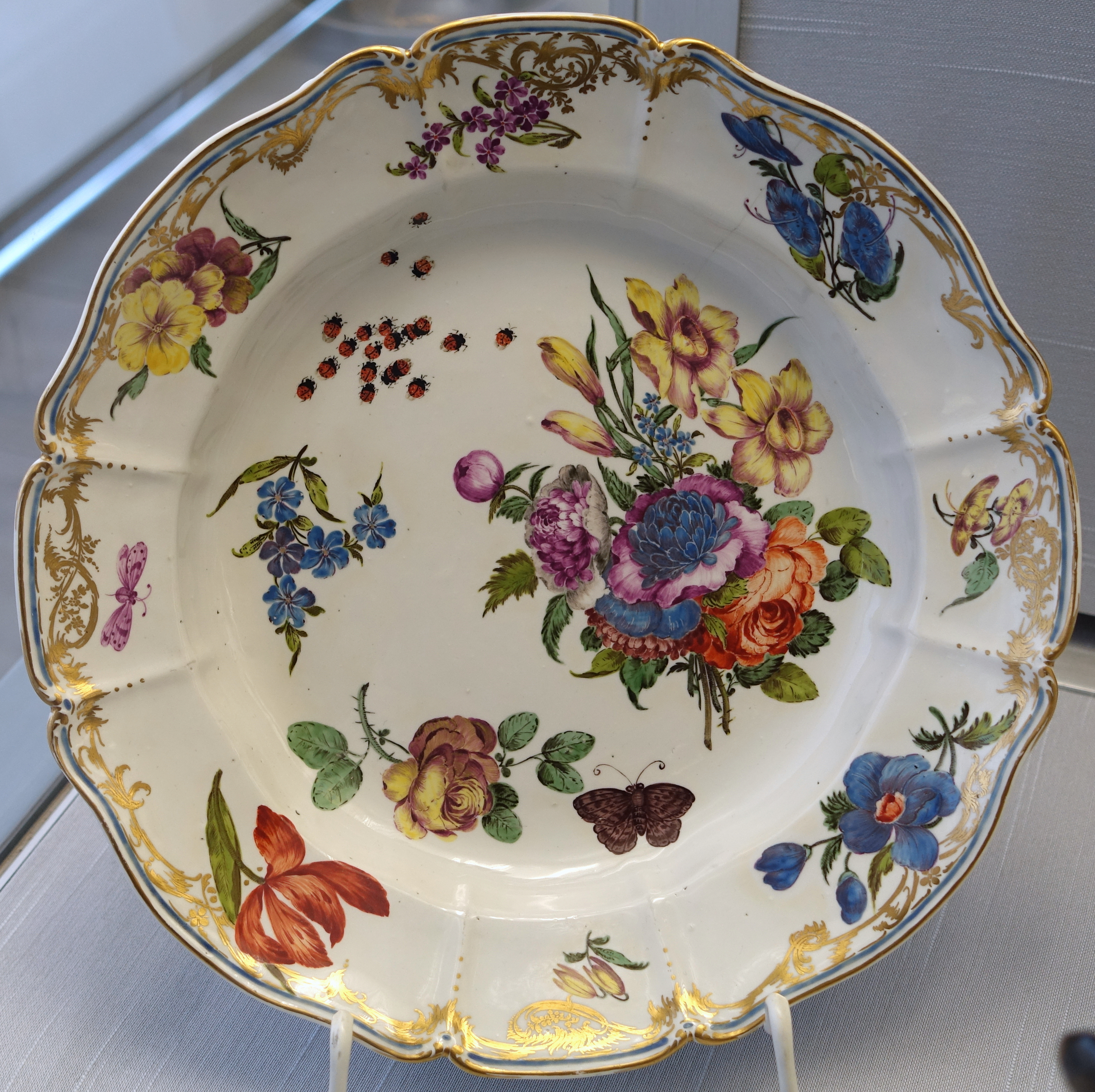
Teller mit Blumen, Schmetterlingen und Marienkäfern, ca. 1760, Germanisches Nationalmuseum, Nürnberg
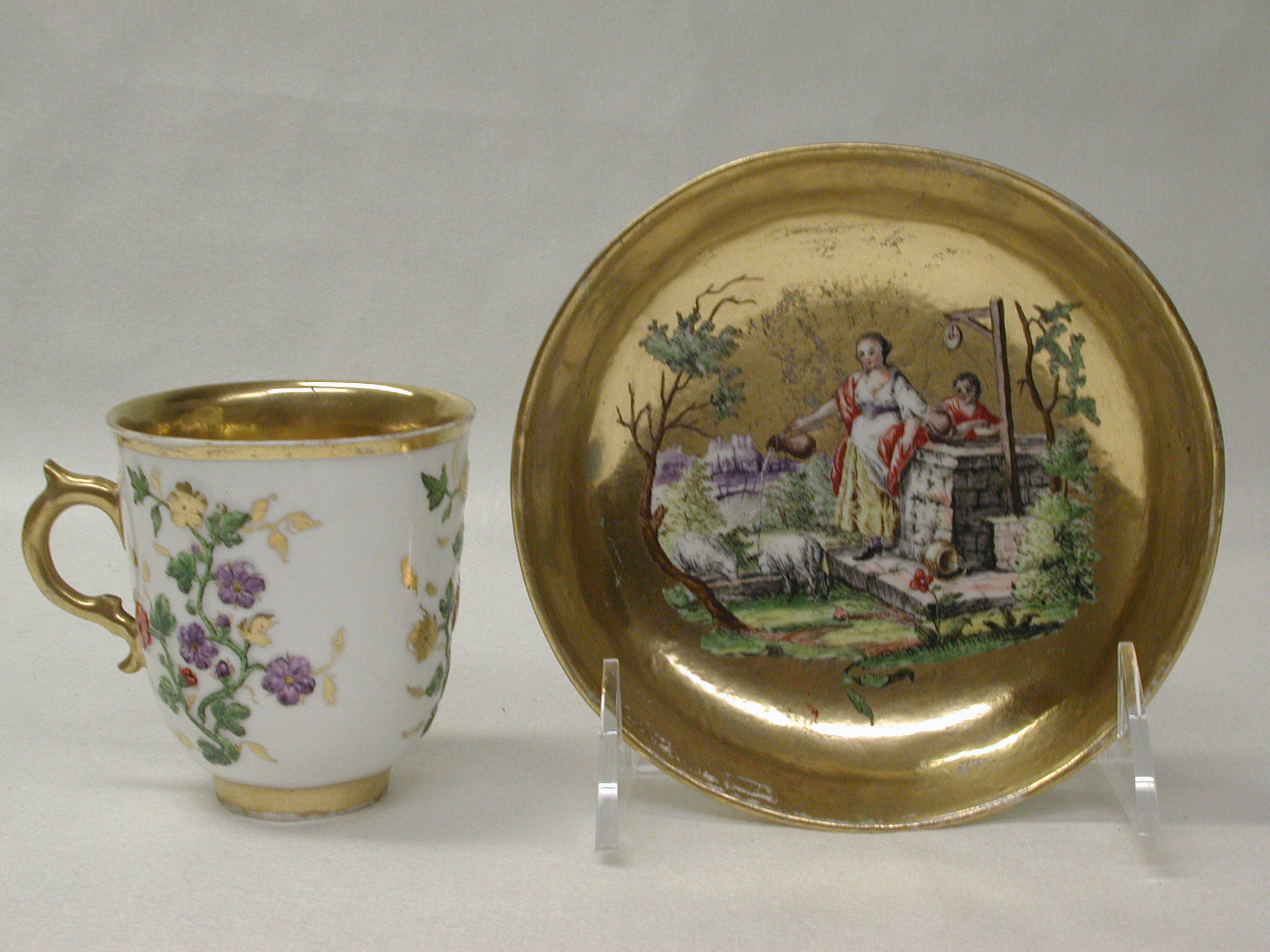
Tasse und Untertasse, Kajetan Purtscher, ca. 1760–65, Metropolitan Museum, New York
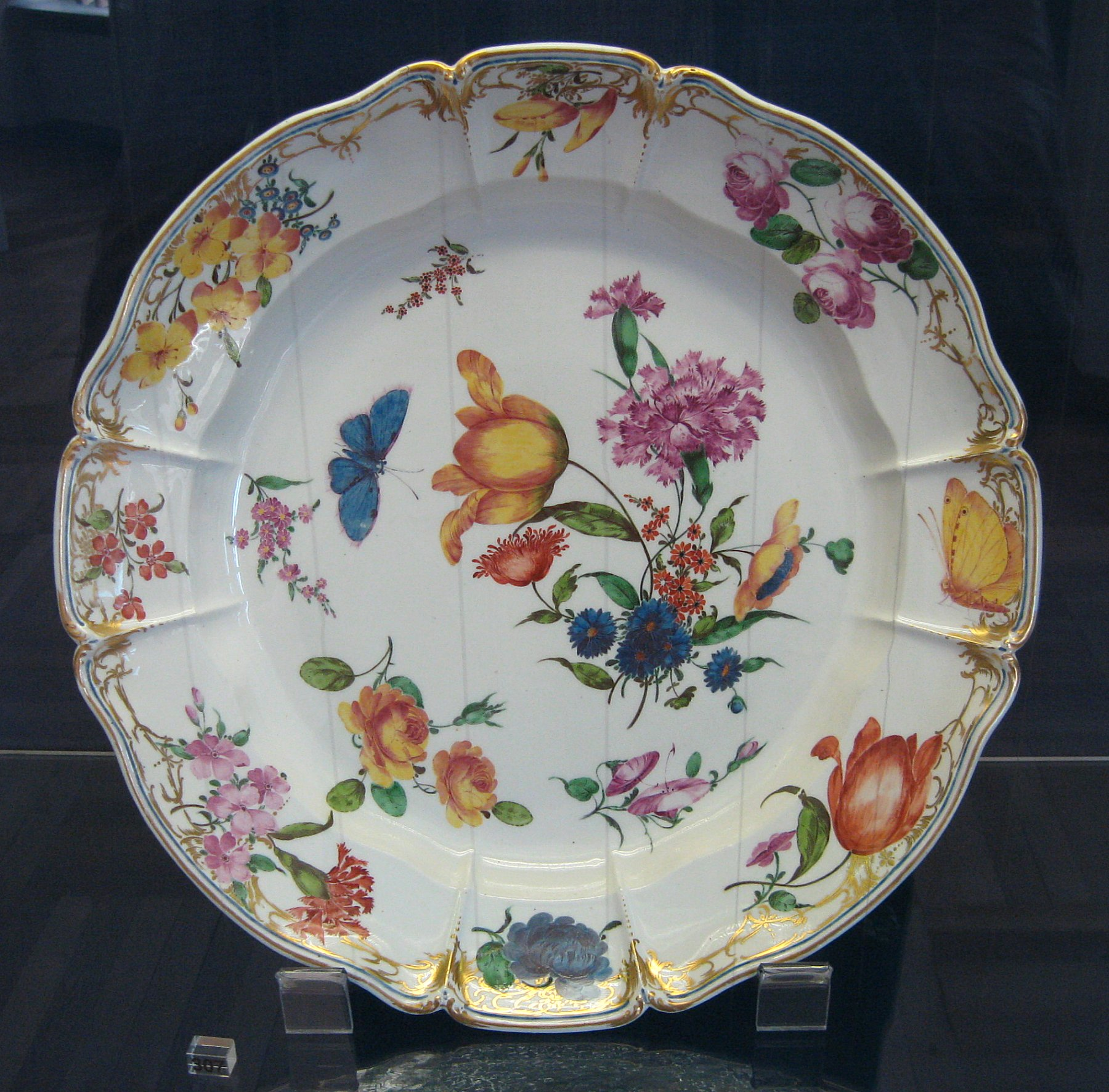
Teller aus dem kurfürstlichen Hofservice, Bemalung Zaechenberger, 1760–65, Porzellanmuseum München
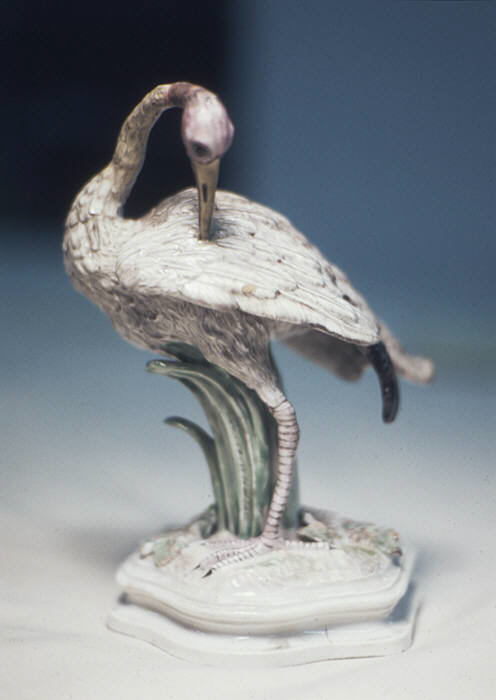
Kranich, Dominikus Auliczek, ca. 1767, Metropolitan Museum, New York
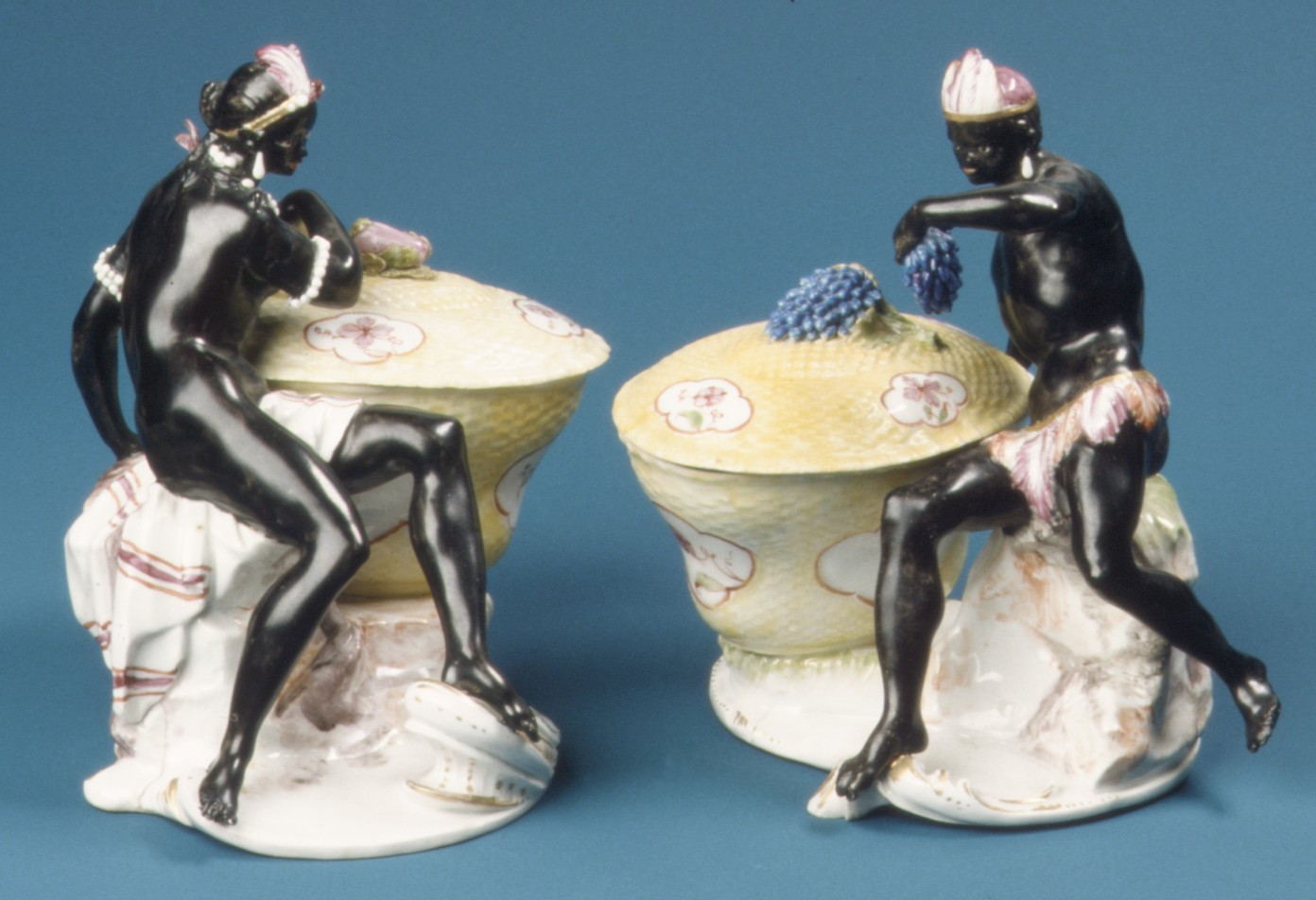
Paar von Zuckerdosen, Franz Anton Bustelli, um 1760, Metropolitan Museum, New York
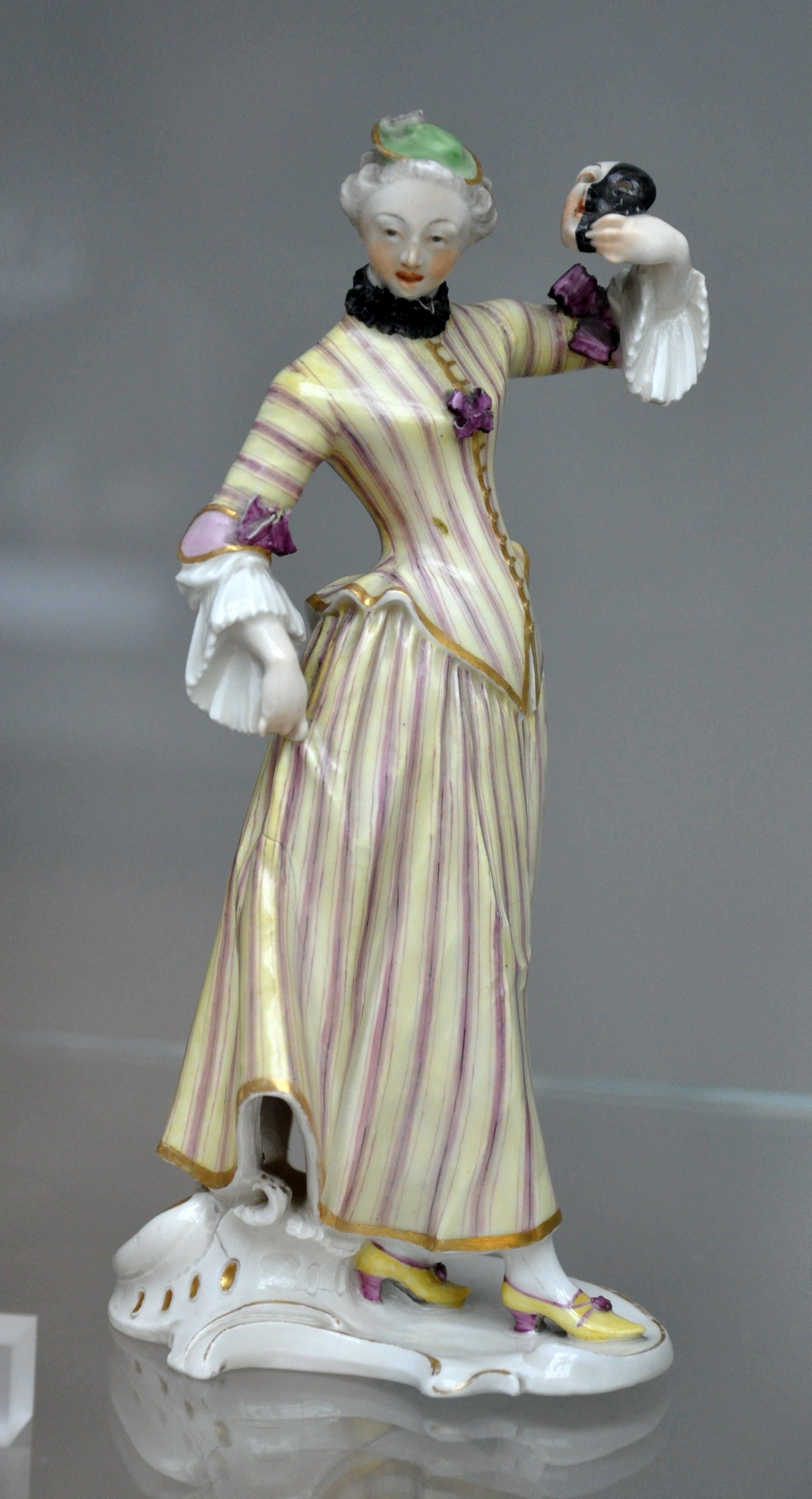
Colombine, Franz Anton Bustelli, ca. 1765, Victoria and Albert Museum, London
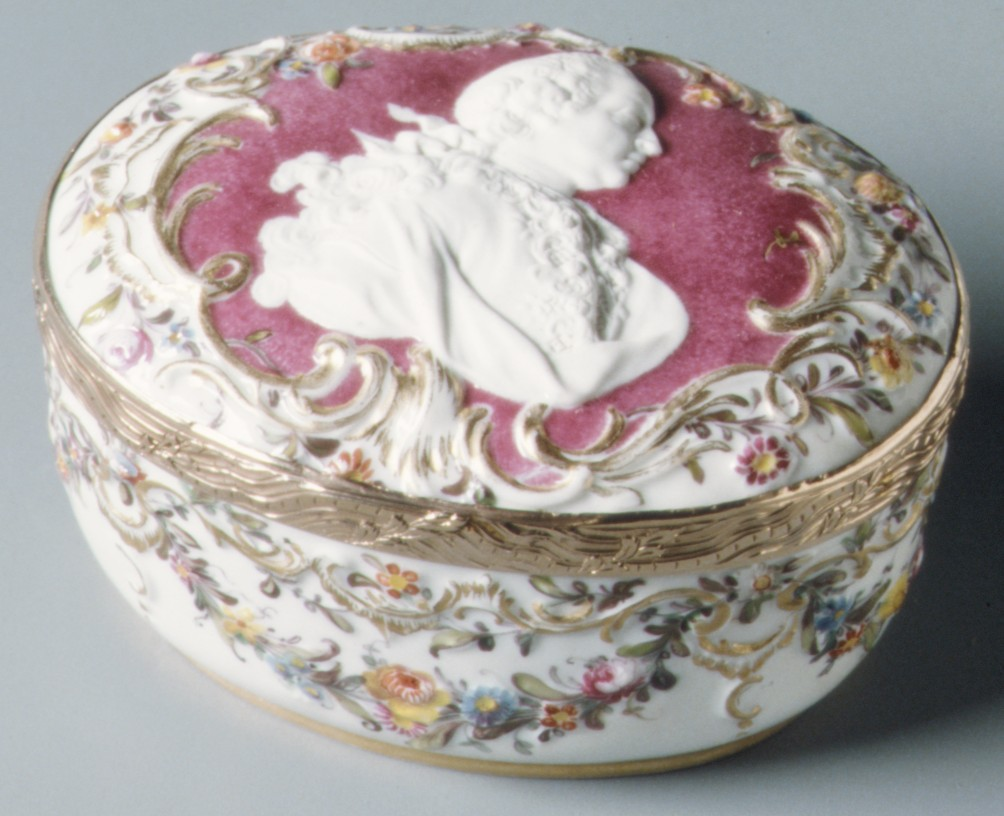
Tabatière, ca. 1760–65, Metropolitan Museum, New York
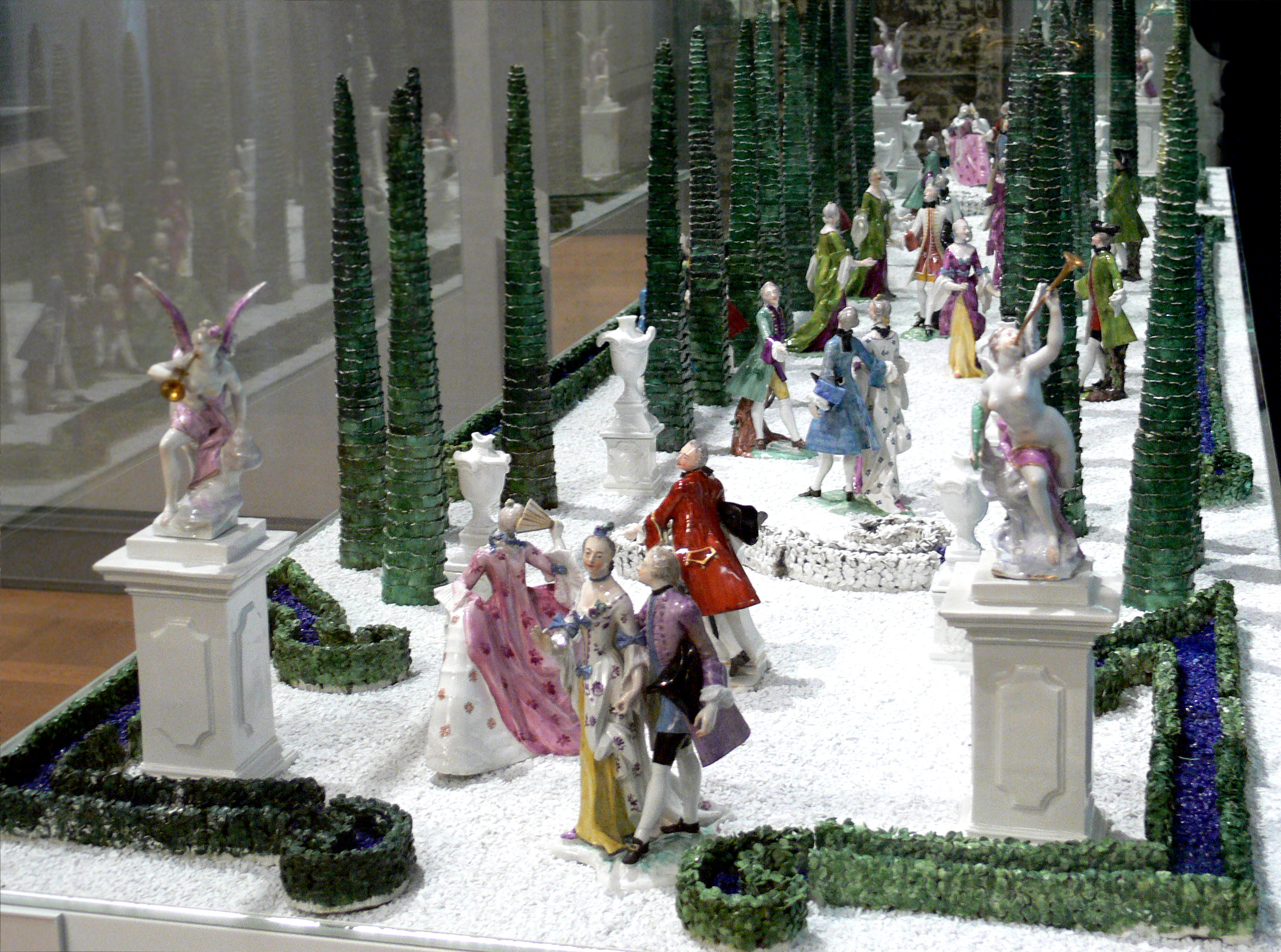
Tafelaufsatz in Form eines Gartens, Joseph Ponhauser und Franz Anton Bustelli, 1754/1755, Hartporzellan mit bunten Muffelfarben und Gold
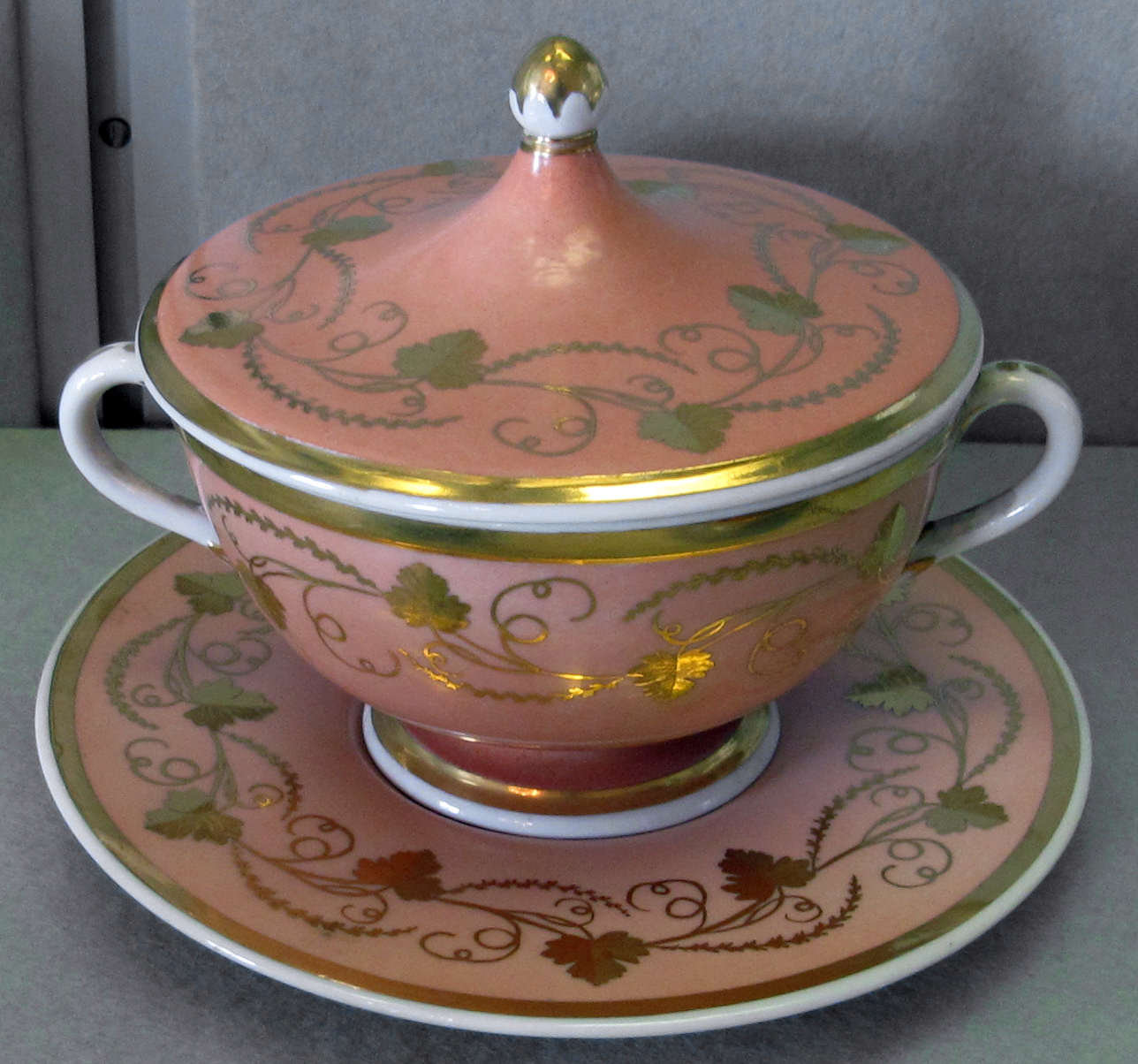
Deckeltasse mit Weinblatt-Dessein, ca. 1812, Porzellanmuseum, Florenz
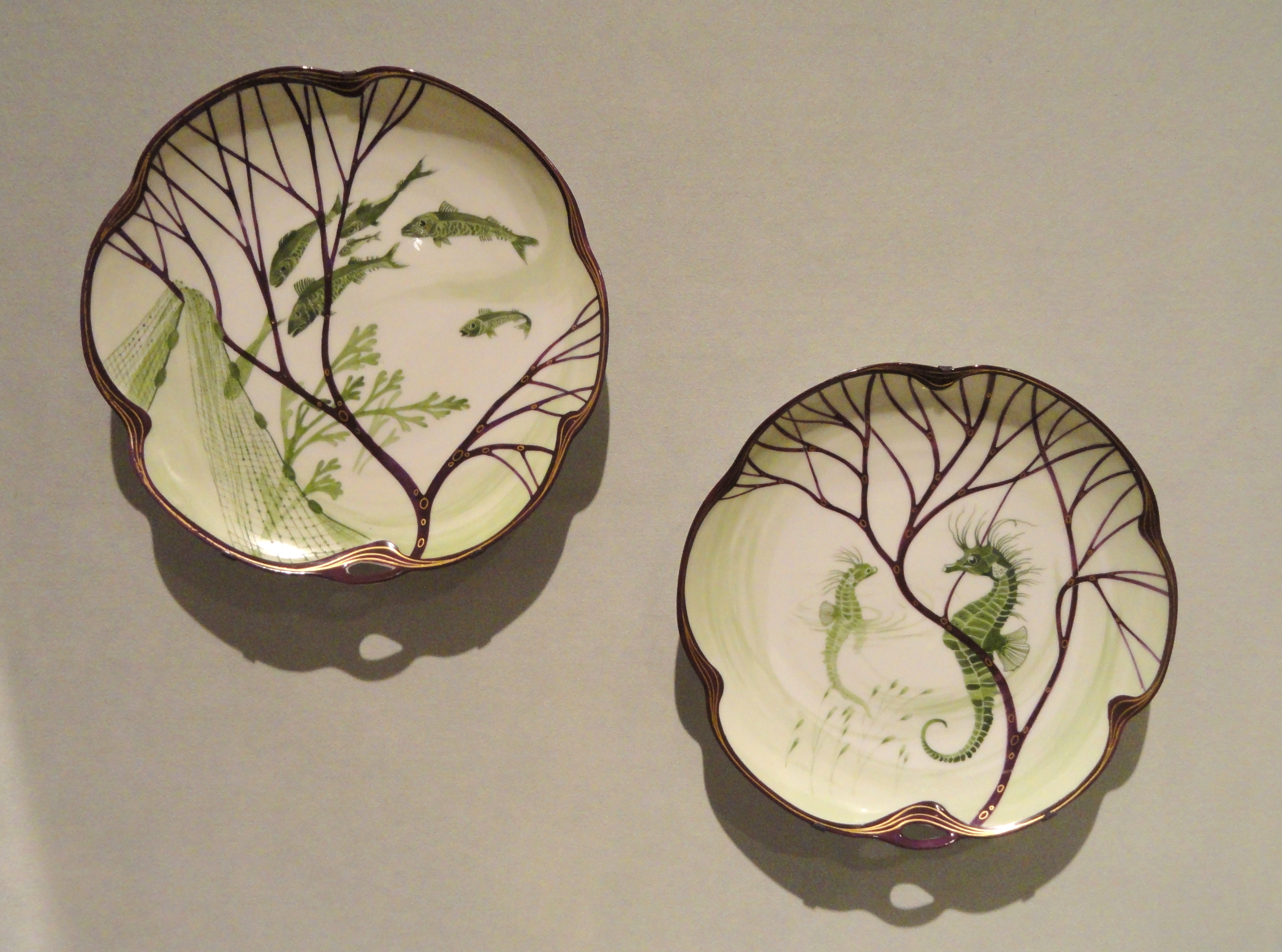
Teller mit Meeresdesign von Hermann Gradl, 1899, Indianapolis Museum of Art

## Bekannte Künstler
- Franz Anton Bustelli
- Dominik Auliczek
- Johann Peter Melchior
- Anton Auer
- Maximilian Joseph Auer
- Theodor Kärner
- Gerdy Troost
- Joseph Wackerle
- Adelbert Niemeyer
- Wolfgang von Wersin
- Bernhard Bleeker
- Willy Zügel
- Konstantin Grcic

## Filme
- Rokoko und Punk. Porzellan aus Nymphenburg. Dokumentarfilm, Deutschland, 2013, 44:12 Min., Buch und Regie: Julia Benkert, Produktion: Bayerischer Rundfunk, Reihe: Lido, Erstsendung: 12. Dezember 2013 beim Bayerischen Fernsehen, Inhaltsangabe und online-Video von BR.
- Nymphenburger Porzellan. Dokumentarfilm, Deutschland, 2012, 24:45 Min., Regie: Leonhard Steinbichler, Produktion: megaherz, ServusTV, Reihe: Fast vergessen, Erstsendung: 7. Juli 2012 bei ServusTV, Inhaltsangabe mit online-Video von ServusTV.